# Ferdinand von Saar
Ferdinand Ludwig Adam von Saar (n. 30 septembrie 1833, Viena, Imperiul Austriac – d. 24 iulie 1906, Döbling, Viena, Austro-Ungaria) a fost un scriitor, dramaturg și poet austriac. 

## Biografie
Ferdinand Saar provenea dintr-o familie de funcționari care a fost înnobilată în 1793. Tatăl lui a murit, cu toate acestea, la scurt timp după nașterea lui Ferdinand. Mama lui s-a mutat înapoi în casa părinților ei, unde Saar a crescut alături de vărul său, viitorul artist vizual August von Pettenkofen. El a urmat școala primară la Viena, apoi în 1843 gimnaziul Schotten. În 1849 a intrat în armată și în 1854 a fost avansat locotenent. În 1860 a renunțat la cariera de ofițer pentru a se dedica literaturii. Datoriile mari contractate în timpul serviciului militar i-au adus, cu toate acestea, mai multe pedepse cu închisoarea în anii următori. În 1871 a fost eliberat din datorii de nobilii susținători ai activității sale literare. În 1877 Novellen aus Österreich i-a adus o largă recunoaștere. Cel mai mare succes la public a fost reprezentat de volumul Wiener Elegien (1893). Trei ani mai înainte, Saar a fost decorat cu Ordinul Franz Joseph, iar în anul 1902 a devenit membru al Camerei Domnilor din cadrul Consiliului Imperial al Austriei.
Ultimii săi ani de viață au fost caracterizați de boli și mai ales de o depresie severă. După ce căsătoria lui s-a încheiat în 1884 cu sinuciderea tragică a soției sale el s-a sinucis în anul 1906 (casa morții: Rudolfinergasse 6, Unterdöbling).
Saar este, alături de Marie von Ebner-Eschenbach, unul dintre cei mai importanți scriitori realiști ai literaturii austriece de la sfârșitul secolului al XIX-lea. Scrierile sale sunt caracterizate printr-un ethos umanist și o critică socială.

## Onoruri
- Ferdinand von Saar are un mormânt de onoare în cimitirul Döblinger (grupa 26, nr. 33) din Viena.
- În anul 1908 piața Saarplatz din districtul vienez Döbling a fost numit după el.
- În Muzeul districtual Döbling, fosta Villa Wetheimstein, există o cameră care amintește de poetul Saar, care a fost de multe ori oaspete al Franziskăi von Wertheimstein.[14]

## Lucrări(selecție)
- Innocens (1866)
- Marianne (1873)
- Die Geigerin (1874)
- Die Steinklopfer (1874)
- Novellen aus Österreich (1877)
- Tambi (1882)
- Der Exzellenzherr (1882)
- Leutnant Burda (1887)
- Die Troglodytin (1887)

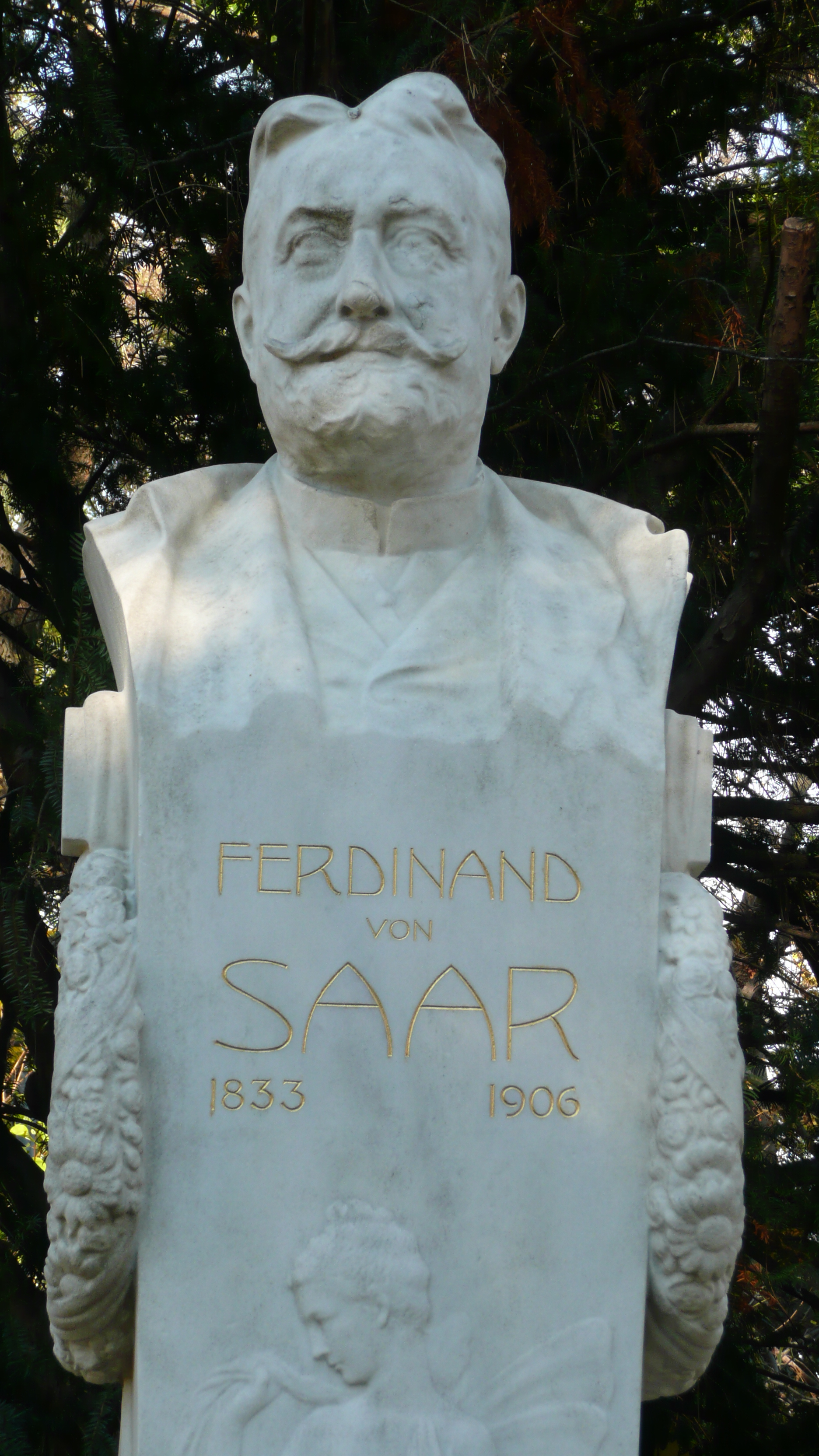
Monumentul lui Ferdinand von Saar din Wertheimsteinpark din Viena (sculptor: Franz Seifert)

- Eine Wohlthat. Volksdrama in vier Acten (1887) [Anm. 1]
- Schicksale (1889)
- Ginevra (1890)
- Schloss Kostenitz (1892)
- Herr Fridolin und sein Glück (1894) [Anm. 2]
- Doktor Trojan (1896)
- Der Sündenfall (1898)
- Die Brüder (1900)
- Der Brauer von Habrovan (1900)
- Die Heirat des Herrn Stäudl (1902)
- Außer Dienst (1902)
- Sappho (1904)
- Die Familie Worel (1905)
- Tragik des Lebens. Vier neue Novellen (1906) – Volltext online.
- Sämtliche Werke in zwölf Bänden. Im Auftrage des Wiener Zweigvereins der Deutschen Schillerstiftung mit einer Biographie des Dichters von Anton Bettelheim hrsg. von Jakob Minor. Hesse, Leipzig 1908, Permalink OBV.
- Karl Konrad Polheim (Hrsg.): Kritische Texte und Deutungen. Neun Bände. Niemeyer, Bonn/Tübingen 1980–1999, OBV.

## Comentarii
1. ↑  Unter anderem aufgeführt im k.k. Hoftburgheater aus Anlass der Feier von Saars 70. Geburtstag. – Siehe: Ferdinand v. Saar. In: Genossenschaft Deutscher Bühnen-Angehöriger (Hrsg.): Neuer Theater-Almanach. Theatergeschichtliches Jahr- und Adressenbuch. Band 18.1907. Günther, Berlin 1907, S. 180. – Text online.
2. ↑  Die Notizen in diesem Lemma geben einen ungefähren Überblick über die zahlreichen Sammelbände, welche v. Saars Erzählungen und Novellen enthalten.